# محمد أحمد المهدي
محمد أحمد بن عبد الله بن فحل (8 أغسطس 1843 - 21 يونيو 1885) زعيم سوداني وشخصية دينية، قاد الثورة المهدية ضد الحكم التركي المصري في السودان. ونجح بتحرير الخرطوم عاصمة البلاد وقتل الجنرال البريطاني تشارلز غوردون الحاكم العام للسودان في العام 1885. ثم قام بتحويل العاصمة إلى أم درمان. توفي في يونيو 1885 وما زال ضريحه موجوداً بمدينة أم درمان. تعاطف مع حركته مفكرون عرب وإسلاميون بارزون منهم جمال الدين الأفغاني والشيخ محمد عبده. خلفه الخليفة عبد الله بن السيد محمد التعايشي والذي قاوم جيوش الاحتلال البريطاني إلى أن قُتل عقب معركة أم دبيكرات في العام 1899 والذي شهد عودة الاحتلال البريطاني لحكم السودان بعد حكم وطني دام لأكثر من أربعة عشر عاماً.

## مولده ونسبه
ولد عام 1259 هـ وقيل 1250 هـ  الموافق عام 1843م وقيل 1844  بجزيرة لبب بمدينة دنقلا في شمال السودان. الجدير بالذكر أن جده الشيخ حاج شريف بن علي (أبو العشرة جد المئة) كان قد ذاع صيته كرجل صالح في جزائر الأشراف بلبب هو مدفون بشرق جزيرة لبب فيما يعرف عند أهالي المنطقة بأضرحة الأشراف. والده السيد عبد الله بن فحل اشتهر بحرفة صناعة المراكب وانتقلت إليه عمادة الأسرة الكبيرة بالتتابع من جده الشيخ حاج شريف بن علي أما والدته فهي السيدة زينب بنت نصر محمد الشقلاوي وترجع بأصولها لقبيلة الكنوز بمنطقة «الشقالوة» بشمال السودان. له ثلاثة أشقاء ذكور وهم بالترتيب: محمد (1834-1882) والذي توفي في موقعة تحرير مدينة الأبيّض «ضد الاحتلال التركي المصري».حامد (1839-1881) توفي في موقعة قدير في أوائل سنوات الثورة المهدية. عبد الله الشقيق الأصغر (1855–1882) والذي توفي أيضا في موقعة تحرير الأبيّض في العام 1882 مع شقيقه محمد وابن اخيه أحمد بن محمد. وللمهدي شقيقة واحدة وهي نور الشام (1850-1880) زوجة الشيخ محمد العرضي الجعلي وتوفيت قبل قيام الثورة المهدية وليس لها عقب.

## نشأته وتعليمه

### نشأته
انتقلت الأسرة وهو طفل إلى بلدة كرري شمال أم درمان حيث توفي والده بعد وصولهم بقليل ودفن في وادٍ عُرف باسم «وادي سيدنا» نسبة لوالدهم عبد الله وكلمة «سيدنا» تطلق في الأدب الشعبي السوداني علي الشيخ أو الفقيه صاحب الخلوة الذي يعلم طلابه القرآن الكريم والعلوم الإسلامية. وبعد وفاة والده كفله شقيقاه محمد وحامد واللذان استمرا في تجارة صناعة المراكب كشأن والدهما.ثم انتقلت الأسرة للإقامة بمدينة الخرطوم لوقت وجيز حيث توفيت والدتهم زينب بنت نصر ودفنت في الضريح القائم اليوم بالقرب من مستشفى الشعب التعليمي.

### تعليمه
أبان محمد أحمد عن شغف مبكر ونبوغ في تلقي العلم والتبحر في علوم الزهد والتصوف وشجعه على ذلك شقيقاه ويسّرا له السبيل فالتحق بخلوة الشيخ الفقيه الهاشمي بكرري وحفظ القرآن الكريم وهو في سن مبكرة. ومن ثم انتقل إلى خلوة الشيخ الأمين الصويلحي بمسيد ود عيسى بالجزيرة حيث أصاب قدرا من العلوم الشرعية. ودفعه شغفه للمزيد من التحصيل إلى الالتحاق بخلاوي الغبش بمدينة بربر (مدينة) فالتحق بالشيخ محمد الخير عبد الله خوجلي تلميذاً وهو دون العشرين.
ويصف الباحث المصري الدكتور عبد الودود شلبي فترة المهدي بخلاوي الغبش قائلا: «لقد أدرك في تلك السن المبكرة من العلوم ما لم يدركه لذاته، فقد حفظ القرآن وجوده ولم يفته الصرف والنحو والفقه والتصوف والتفسير، وأولع بالأدب والعلوم العقلية فدرس الفلسفة والعلوم الطبيعية والمنطق وعرف الغزالي وابن رشد وابن سينا وغيرهم من علماء المسلمين، ووُجد بخط يده ما يفيد بأنه قرأ نسخة من كتاب تفسير الجلالين أكثر من سبعة وسبعين مرة على مشايخ مختلفين»..ويتحدث الدكتور عبد الودود شلبي عن مثالية سلوك المهدي كتلميذ في خلاوي الغبش حين يقول: «كان لا يأكل من الطعام المقدم لطلاب الخلوة لأن مصدره من مال الحكومة التي تجمع أموالها عن طريق إثقال كاهل الأهالي بالضرائب الباهظة فيترقب رسالة أهله ليدفع عن نفسه غائلة الحاجة والجوع ثم ينتهي به الأمر إلى أن يتصدق بالمال كله ويعتمد على نفسه بالخروج إلى الغابة لقطع الأخشاب ويبيع ما يقدر على حمله منها إلى السوق فيأكل ببعض ثمنه ثم يتصدق بالباقي على الفقراء».
لقد كان لفترة دراسته بخلوة الشيخ محمد الخير الأثر الأكبر على مستقبل الثورة التي سيقوم بها لاحقا وستكون سيرته الحسنة الدافع الأكبر لشيخه محمد الخير ليبايعه ويتبع تلميذه القديم حين يعلن ثورته ضد الحكومة الاستعمارية القائمة فيكرم التلميذ شيخه ويقلده إمارة شمال السودان ويقود مع عشيرته في بربر ومجموعة من قبائل شمال السودان جيوش الثورة المهدية التي قاومت الجيش البريطاني بقيادة الجنرال «ولزلي» فيوقعون بهم خسائر تدفعهم دفعا إلى الانسحاب من السودان دون تحقيق أهدافهم المتمثلة في إنقاذ الجنرال غردون.
التحق بالطريقة السمانية وتتلمذ على الشيخ محمد شريف نور الدائم عام 1871م وتقدم بسرعة في مسالك الطريق. ثم انتقل ليعيش حياة الزهد بقرية الجزيرة أبا بمنطقة النيل الأبيض حيث تزوج ببنت عمه فاطمة بنت الحاج وأسس مسجدا وخلوة أو مدرسة لتحفيظ القرآن الكريم وتعليم الفقه والعلوم الإسلامية واشتهر بين سكان المنطقة بالاستقامة والورع فتدافع نحوه المريدون ومنهم الشيخ علي ود حلو والذي سيصبح أحد خلفائه الثلاثة فيما بعد وشقيقه الأصغر الشيخ موسى ود الحلو. كما توافدت وفود من قبائل منطقة النيل الأبيض كقبائل دغيم وكنانة والكواهلة والحسنات والهبانية والحسانية. يقيمون معه بتعلمون من علمه. وجاء أشقائه الثلاثة محمد وحامد وعبد الله للإقامة معه وعملوا على الاستفادة من خشب غابات المنطقة في تجارة صناعة المراكب التي برعوا فيها.

استمر بزيارة شيخه حتى اختلف معه لاحتفاله بختان أبنائه بصورة لم يتقبلها تلميذه الزاهد فطرده الشيخ وأقصاه، وقيل إن من أسباب طرده أن التلميذ الجديد بدأ يقصده المريدون أكثر من شيخه مما أثار حنق أستاذه عليه وقال نعوم شقير أن سبب اختلافه معه هو قيام تلميذه بدعوى المهدية. وعلى الرغم من اختلاف الشيخ محمد شريف نور الدائم مع المهدي إلا أنه لم يكن يشكك أبدأ في ورعه وزهده واستقامته وقد عاش محمد شريف نور الدائم طويلا بعد انتهاء الدولة المهدية وشهد عودة الاحتلال الإنجليزي للسودان فلم يغب تلميذه عن ذاكرته وأنشد أبياته المشهورة يصف فيها حال المهدي حينما كان تلميذا في طريق التصوف:
كم قام، كم صلي وكم تلى.. من الله ما زالت مدامعه تجري
وكم بوضوء الليل كبر للضحى.. وكم ختم القرآن من سنة الوتر
وبعد خلافه مع شيخه التحق بالشيخ القرشي ود الزين بمنطقة الحلاويين في الجزيرة وهو منافس للشيخ محمد شريف في الطريقة السمانية وكان يتفوق عليه بأنه أخذ الطريقة السمانية مباشرة من الشيخ أحمد الطيب البشير. رحب الشيخ القرشي بتلميذه الجديد ورد على مطالبة الشيخ محمد شريف له بطرده من الطريقة بالعبارة التالية: «أنني رأيت الشيخ محمد أحمد مستحقا ومنع المستحق ظلم». ومضى الشيخ القرشي في ترحيبه بمحمد أحمد المهدي إلى أبعد من ذلك حينما زوجه بنته السيدة النعمة والتي ستصبح والدة ابنه علي.
في أثناء عمله ببناء قبة على قبر شيخه التقى [[الخليفة عبد الله|بعبد الله التعايشي]] الذي أخبره (كما أخبر الزبير باشا ومحمد شريف نور الدايم من قبل) بأنه رأى رؤيا خلاصتها أنه المهدي المنتظر وأن عبد لله هو حواريه الأول ونشأت بينهما صداقة وثيقة وفيما بعد سيكون خليفته في الدعوة المهدية.. كما جمعته ديار الحلاويين بالشيخ عبد الرحمن القرشي ود الزين والشيخ محمد الطيب البصير والشريف أحمد الكوقلي والشيخ عبد القادر إمام ود حبوبة، وقيل فيها التقي أيضا بعبد الرحمن النجومي ومحمد عثمان أبو قرجة وعدد آخر مقدر من الرجال الذين سيصبحون القوام المبكر للثورة المهدية.

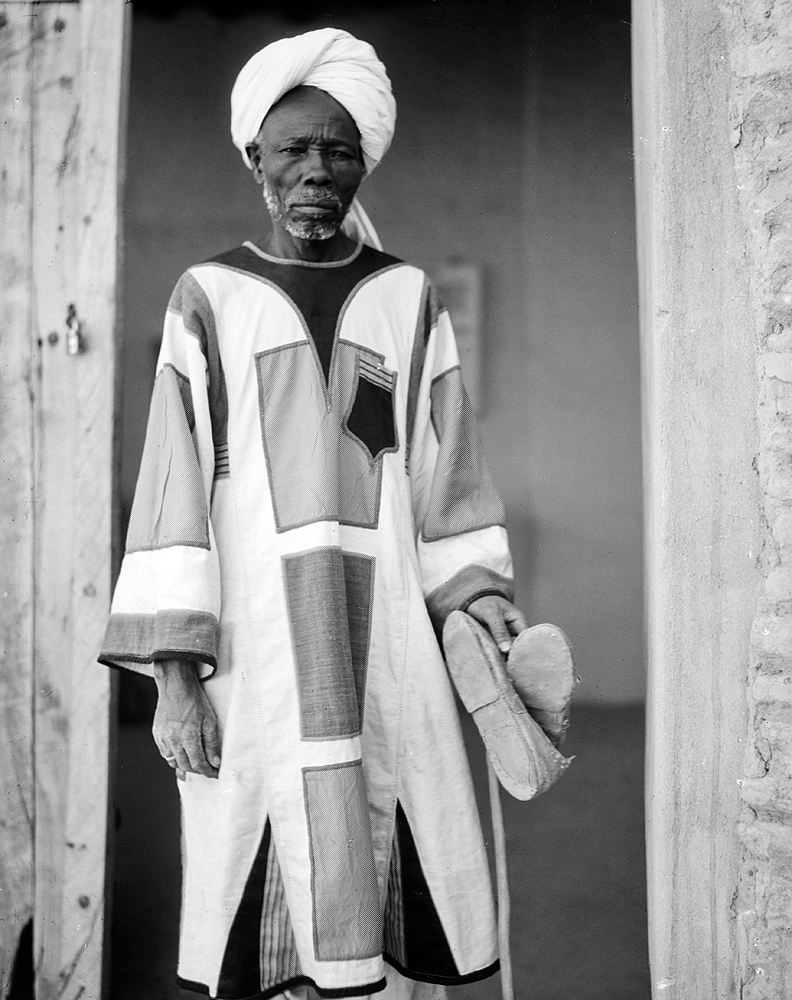
نموذج لزي أحد أنصار المهدي

### صفته
وصفه أورفالدر: من خلال الزهد والتعلم المستمر اكتسب مقدرة على الخطابة حببته إلى الناس وقد كان بتحدث بطريقة لطيفة للغاية وله ابتسامة هادئة. رغم أنه قد يكون قاسياً أحياناً. وقد اعتكف في كهفه في الجزيرة أبا لمدة طويلة أصبح فيها محطة للمسافرين يزورونه ابتغاء البركة. ويمنحونه بعض الهدايا. وقد كان مظهره جذاباَ بصورة كبيرة حيث كان قوي البنية دائم الابتسام يالغ السواد شديد بياض الأسنان وبين أسنانه فرق وفلجة علوية تعتبر من علامات الوسامة وحسن الطالع في السودان آنذاك. نحيفا في أول أمره ولو أن وزنه أخذ بالازدياد بعد استتباب أمره بعد فتحه الأبيض.
وقد اتخذ سرايا وزوجات متعددات من نساء السبي
ولأنه على اتصال دائم بالله –بزعمه- فيتوجب على أتباعه طاعته مطلقا وعصيان أوامره من عصيان الله وقد يعاقب بالموت. وقد ألف الأنصار كثيراً من المدائح فيه واستخدمها المتسولون لاستدرار الصدقات.

## الدعوة المهدية

### ما قبل المهدية
بدأ المهدي في مرحلة مبكرة بإظهار امتعاضه من الأحوال في السودان من حيث الفساد الحكومي المتفشي في الحكم المصري ومظاهر البعد عن الدين والمجاهرة بالمعاصي، ودعا الناس إلى الزهد والتمسك بالدين والبعد عن المعاصي، وقد ذاع صيته واجتمع حوله عدد من الأتباع والمريدين الذين يعرفون في السودان بالحواريين، وصار كهفه في الجزيرة أبا مزارا لطالبي الوعظ والبركات. ويظهر فكرة في خطاب أرسله إلى القاضي الضو بن سليمان قاضي فشودة يقول فيه: 

### تكليفه بالمهدية
اعتقد المهدي بتكليفه من الله عز وجل بالقيام بمهام الثورة المهدية. وأعلن أنه قد وصلته أوامر إلهية ونبوية عن طريق الرؤى في المنام والهواتف في حال اليقظة. يقول المهدي في خطابه إلى محمد الطيب البصير بتاريخ 4 نوفمبر 1880:

### الدعوة السرية
بعد عودته من المسلمية ولقائه بالتعايشي بدأ محمد أحمد بالدعوة السرية للمهدية فآمن به كثيرون من قبائل دغيم وكنانة بمعاونة علي ود حلو الذي سيصبح لاحقاً خليفته الثاني. بدأ امره بالانتشار حتى تسامعت به الحكومة واستدعاه مدير فشودة وسجنه لفترة ثم أطلقه وذلك في أوائل 1295 هـ. أصدر المهدي بعد ذلك منشوره الشهير بمنشور الدعوة الذي شرح فيه دعوته وتكليفه بالمهدية. فأرسل الحكمدار محمد رؤوف جماعة من معاونيه يرأسهم أبو السعود بك العقاد إلى الجزبرة أبا لإحضار المهدي الذي أقر بمهديته أمامهم ولم يحسن استقبالهم.

## فكره

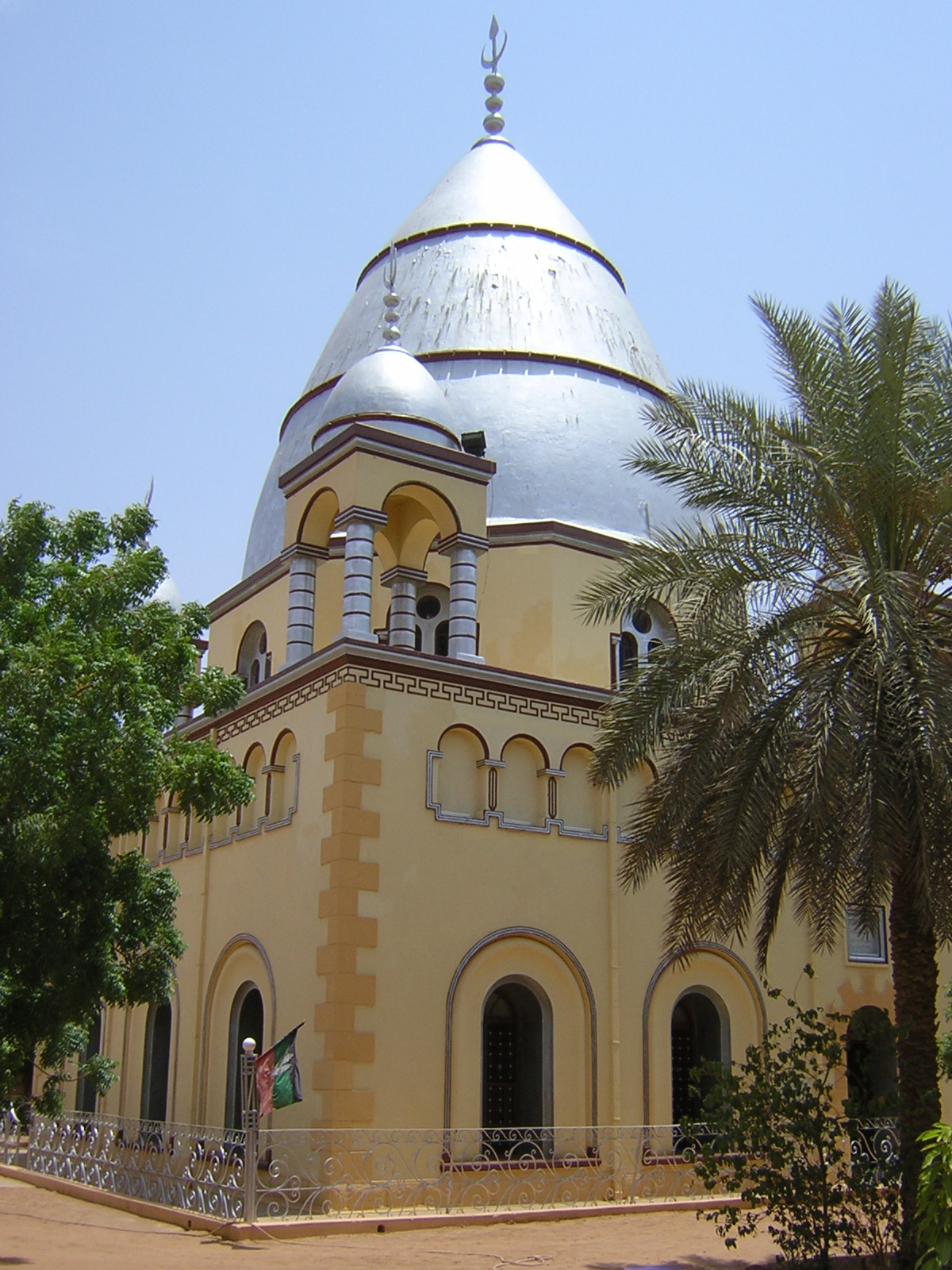
ضريح المهدي في أم درمان

ظهر تأثره بمحي الدين بن عربي وأحمد ابن إدريس وكرر ذكرهم في العديد من منشوراته. فقد تأثر بالصوفية من خلال أخذ البيعة والإيمان بكرامات الأولياء الصالحين كما أثرت به في اعتقاده بأنه المهدي المنتظر وتلك الفكرة التي ادعاها لم يقرها عديد من علماء عصره. إدعى الاجتماع مع النبي يقظة لا مناما وكفر معارضيه وجعل الإيمان به من شروط الإسلام. استباح دماء من لم يؤمن به وسبى نسائهم وغنم أموالهم.
كرر كثيرا الدعوة إلى الزهد والثقة بالله وذكر خواء الدنيا وفنائها وحض أتباعه على لبس الخلق والمرقع من الثياب. منع النساء عن الذهب والفضة وشجعهن على «المشاط» البسيط ومنع الشتم والألفاظ المسيئة منعا باتا. وتشدد في منع الدخان والخمر والحشيش. بسط إجراءات الزواج ومنع الرقص والمعازف وغلاء المهور والبذخ في الولائم. وبالمثل فقد منع النياحة على الأموات. أحرق كتب المذاهب وحمل الناس على قراءة راتبه.
برغم حياته القصيرة (1843-1885) خلف كما هائلا من الخطابات والمنشورات، كما كان يعقد المجالس التي يذاكر فيها بالعلوم الدينية. وقد أخرجت آثاره في سبع مجلدات ضخمة بتحقيق الدكتور محمد إبراهيم أبو سليم.

### خلفاؤه
كعادته في توخي السيرة والتشبه بالنبي صلى الله عليه وسلم أعلن نفسه خليفة له وكتبها في رايته وسمى أصحابه أنصاراً وعين لنفسه أربعة خلفاء شبههم بالخلفاء الراشدين:
1. الخليفة الأول عبد الله التعايشي، وهو بمنزلة أبي بكر الصديق من المهدي
2. الخليفة الثاني علي ود حلو، شيخ قبائل دغيم
3. الخليفة الثالث فقد عرض المنصب على شيخ السنوسية بالجزائر الذي رفضه ولم يعين أحدا مكانه فظل المنصب شاغرا
4. الخليفة الرابع بمنزلة علي كرم الله وجهه فقد اختص به محمد شريف، أحد أقاربه الشباب.

### الأوامر الإلهية والحضرة النبوية
يذكر المهدي اجتماعه بالنبي في الحضرة النبوية وهو في حال اليقظة ويدعي أخذ الاوامر منه مباشرة وأحيانا يذكر اجتماعه بنبي الله الخضر والشيوخ الأموات السابقين لعصره والملائكة كعزرائيل. وأهم الأحكام التي اشتقها من اجتماعه بالنبي هو تكفير من لم يؤمن به وما يشير إلى عصمة التعايشي وغيرها. حيث يقول في خطابه إلى محمد الطيب البصير في 30 يونيو 1880

ويذكر في منشور عرف بمنشور الدعوة:
وهو مما أخذه عليه علماء عصره كالشيخ الأمين الضرير. وقد بنى المهدي دولته على مثل هذه الأحكام واستحل وأتباعه دماء وإعراض معارضيه بدعوى كفرهم بالمهدي وبالتالي كفرهم بالله ورسوله.

### المهدي وعبد الله التعايشي

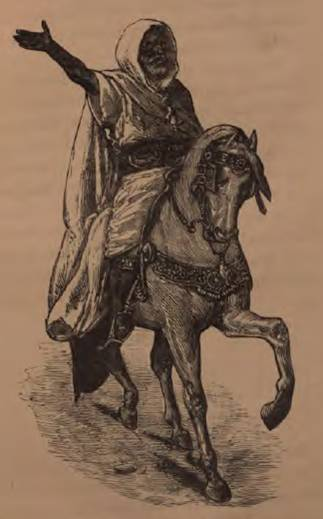
المهدي كما تخيله فنان غربي، من كتاب صدر سنة 1884 للكولونيل الأمريكي تشارلز شاييه-لونغ

كان للتعايشي كبير الأثر في الحركة المهدية خلال حياة المهدي وبعد وفاته، حيث يذكر الزبير باشا أنه التقى التعايشي قبل الثورة وأن التعايشي أسر للزبير بأنه-أي الزبير- هو المهدي وان التعايشي سيكون من أتباعه. فكذبه الزبير وأمر بقتله إلا أن العلماء من مستشاري الزبير لم يقروا قتله فاطلقه الزبير وصرح بندمه على ذلك بعد قيام الثورة المهدية.

صرح المهدي بأن خليفته التعايشي ولي من أولياء الله وأنه بمنزلة أبي بكر الصديق وأن النبي الخضر وزيره وشهد له بالعصمة فقال:
 وخوف من عارضه بخسران الدنيا والآخرة حين قال: 
فأعطاه المهدي سلطة مطلقة على أتباعه وجعل طاعته من طاعة الله ورسوله وإن خالف الشريعة.

## وفاته
توفي بحمى التيفوئيد. في أم درمان في يوم الإثنين الموافق التاسع من رمضان سنة 1302 هـ الإثنين 22 يونيو 1885م الساعة الرابعة مساء.
خلفه الخليفة عبد الله بن السيد محمد الملقب بالتعايشي. وقد حكم البلاد حتى غزاها جيش الغزو الثنائي بزعامة الجنرال الإنجليزي كتشنر وكانت معركة كرري الحاسمة في يوم الجمعة 2 سبتمبر 1899م، وهي المعركة التي اشتهرت لدى البريطانيين (بمعركة أم درمان). شكلت المهدية ثورة وطنية وتحررية ودينية بالغة الأثر في السودان برغم قصر مدتها في الحكم والذي استمر خمسة عشر عاما.